# Лунный гонщик (роман)
«Лунный странник» (англ. Moonraker) — третий роман Яна Флеминга о приключениях британского агента Джеймса Бонда.

## Аннотация
Хьюго Дракс — один из богатейших людей в Англии. Он пользуется уважением в обществе за то, что на свои деньги строит баллистическую ракету «Мунрейкер» для министерства обороны Великобритании. Он уродлив, у него шокирующие манеры, он мошенничает в карточной игре, но выходки Дракса терпят, считая это всего лишь причудами богатея. М дает задание Джеймсу Бонду, как специалисту по карточной игре, проучить Дракса, только так, чтобы не вызвать скандала.

## Персонажи
- Джеймс Бонд / Агент 007 — главный герой
- Сэр Хьюго Дрэкс — главный злодей
- Гала Бранд — девушка Бонда, внедрённая к Дрэксу
- Вилли Кребс — второстепенный злодей
- Доктор Волтер — второстепенный злодей
- М — начальник Бонда
- Леллия Понсонбай — секретарша и сотрудник Бонда

## Одноимённые экранизации романа (1979)
«Лунный гонщик» — одиннадцатый фильм Бондианы с Роджером Муром в главной роли.

## Связь с кино
В снятом в 1979 году фильме использовано только название романа и имя главного злодея. В том же году сценарист фильма, Кристофер Вуд, написал на его основе «киноновеллу», довольно подробно пересказывающую события фильма.